# Bulskampveld

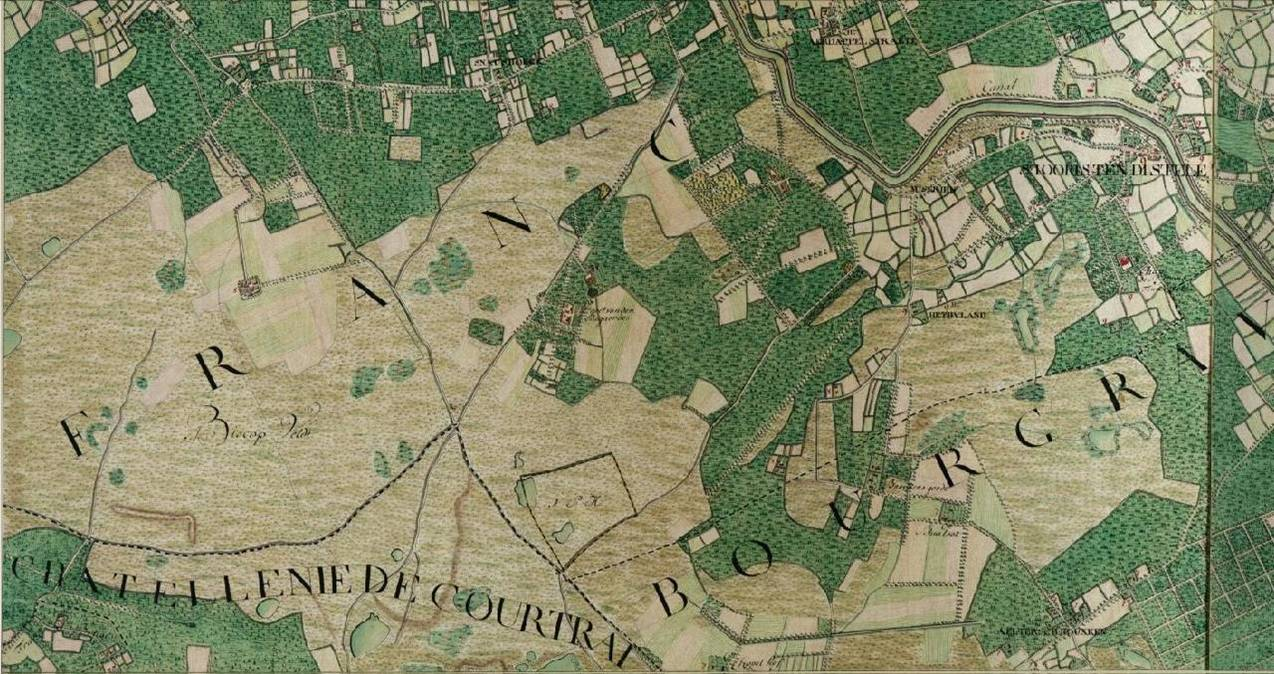
Bulskampveld op de kaart van Ferraris

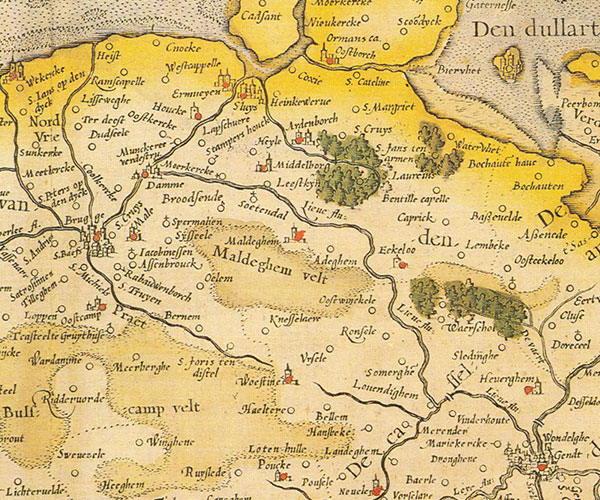
Maldegemveld en Bulskampveld waren lang grote heidegebieden. Fragment kaart: Mercator, Flandria Comitatus

Het Bulskampveld was het grootste middeleeuws heidegebied van Vlaanderen, gelegen in de provincies West-Vlaanderen (Houtland) en Oost-Vlaanderen tussen Gent en Brugge.

## Geschiedenis
In een document uit 1149, bewaard in de Archives Départementales du Nord te Rijsel, wordt het gebied vermeld als campo de Bulleskamp. In 1242, in het verslag van de rondreis van bisschop Walter van Marvis, wordt het omschreven als brueriam de Bulscamp. Dit Bulskampveld strekte zich uit ten zuiden van het Kanaal Brugge-Gent, tussen Bellem en Ruddervoorde en was omstreeks 1650 zowat 10.000 ha groot, waarvan 70% nog zuiver veldgebied of heide was. Een cohier uit 1613 van de gronden die ingenomen werden voor het delven van de vaart Brugge-Gent vermeldt dit veld als de meeste heyde tussen Ghendt ende Brugghe.
De Waardammebeek, waarlangs meer vruchtbare grond lag, splitste het gebied in een oostelijk en een westelijk deel. Er lagen ook moerassen en plassen in het gebied, waarvan de Kraenepoel, een grote poel in Aalter-Bellem, nog een overblijfsel is.

### Gebruik
Bulleskamp komt van het Germaans Bulnas kampa, wat heide van de stieren of stierenveld betekent. Het woord brueriam, vermeld in 1242, betekent heide. Soms komt ook de naam wastinam voor, zoals in de naam wastinam Sancti Petri of Sint-Pietersveld (op het grondgebied Ruiselede), wat vertaald kan worden als woestenij. In dit gebied werden onder andere plaggen gestoken die na drogen werden gebruikt als brandstof. Er lagen ook veel visvijvers, hoofdzakelijk op het grondgebied van Bellem en Wingene (Wildenburg). Ze werden uitgebaat door de familie Wyts de la Boucharderie. Sanderus vermeldt het gebied in zijn werk Flandria Illustrata (1641-1644) als maximo Flandriae adjacet myriceto, quod bulscampvelt appellatur, waarbij myricetus kan vertaald worden als gagelveld. Dit is een verwijzing naar gagel (myrica), een heester met aromatisch geurende bladeren, die gebruikt werden bij het bierbrouwen.

## Natuur
In het gebied ligt het huidige provinciedomein Lippensgoed-Bulskampveld met als kern het in 1893 gebouwde Kasteel Bulskampveld. Dit domein van 230 hectare groot ligt op het grondgebied Beernem (samen met het domeinbos en het bosreservaat 'Bulskampveld' (51 hectare) die beheerd worden door het Agentschap voor Natuur en Bos). Errond liggen de Vagevuurbossen, de Blauwhuisbossen, De Vorte Bossen, de Galatosbossen, De Gulke Putten (aansluitend op de Predikherenbossen), het Parochieveldbos en Bruwaanbos, het Kampveld (met bosreservaat Rooiveld, Papenvijvers, Nieuwenhove en de Cellen), Zorgvliet, de Munkebossen (Lakebossen en Munkebossen) en Doeveren. Verder bevinden de natuurgebieden De Vaanders, het Ganzeveld en het Hooggoed zich tussen Aalter en Beernem.
In 2011 werd het gebied door verschillende partners herenigd als het Landschapspark Bulskampveld, het grootste aaneengesloten bosgebied van de Provincie West-Vlaanderen, met een uitloper in Oost-Vlaanderen. Vele bos- en natuurgebieden in het Bulskampveld zijn Europees beschermd als onderdeel van Natura 2000-gebied 'Bossen, heiden en valleigebieden van Zandig Vlaanderen: westelijk deel' (BE2500004). Voor recreanten zijn er diverse wandel- en fietsroutes en het wandelnetwerk 'Bulskampveld'.